# 261 î.Hr.

## Decese
- dată necunoscută: Lucius Aemilius Papus  (n. 259 î.Hr.)